# Die Argonauten (Zeitschrift)
Die Argonauten war eine Monatsschrift, die in 10 Heften – 1914 (6), 1915 (2) und noch einmal 1916 (1) sowie in einer letzten Ausgabe 1921 – im Verlag von Richard Weissbach in Heidelberg erschien.
Der selbst als Dichter hervorgetretene Herausgeber Ernst Blass war damals vierundzwanzig Jahre alt und Jurastudent an der Universität Heidelberg. Dorthin war er zum WS 1912/13 oder zum SS 1913 gewechselt und zu seinem Berliner Freund, dem literarisch ebenfalls engagierten Arzt und Philosophen Arthur Kronfeld an den Neckar in das Haus Brückenstraße Nummer 1 gezogen, dem der Schriftsteller Friedrich Burschell in seinen Erinnerungen ein bleibendes Denkmal gesetzt hat.
Blass war im Kreis von Kurt Hiller und seinem Neuen Club seit 1910 in Berlin und überregional durch Hillers alsbald viel diskutierte Lyrikanthologie Der Kondor bekannt geworden, die 1912 ebenfalls von Weissbach verlegt worden war – möglicherweise durch Vermittlung von Kronfeld, der seit 1908 in Heidelberg studiert hatte, an der Psychiatrischen Universitätsklinik Heidelberg arbeitete und den Verleger spätestens aufgrund einer Zusammenarbeit bei der „Heidelberger Zeitung“ kannte, bei der dieser bis 1911 eine monatliche Beilage mit dem Titel „Literatur und Wissenschaft“ redigiert hatte.
Blass hatte kurz darauf auch seine erste eigene Gedichtsammlung Die Straßen komme ich entlang geweht bei Weissbach herausgebracht, die ihn vor allem als eigenständigen Literaten schlagartig berühmt gemacht hatte.
Weisbach könnte ihm deswegen günstige Konditionen und eine gute Zusammenarbeit auch für weitere Projekte angeboten haben; er war persönlich sehr an der zeitgenössischen Literatur interessiert und hatte sich in Heidelberg über Jahre hinweg auch auf verschiedene andere Weise für ihre Vermittlung und Verbreitung eingesetzt. Vielleicht hatte es für Weissbach etwas Reizvolles, der 1911 in Heidelberg von Hermann Meister und Herbert Grossberger ins Leben gerufenen Zeitschrift SATURN eine literarische Alternative entgegenzustellen.
Der Titel „Die Argonauten“ verweist auf die Argonautensage, auf die Blass in seinem Vorwort Bezug nimmt, ebenso wie der Vierzeiler von Johann Wolfgang von Goethe, der das Titelblatt ziert:
CHIRON. Im hehren Argonautenkreise
War jeder brav nach seiner eignen Weise,
und nach der Kraft, die ihn beseelte,
Konnt er genügen, wo’s den andern fehlte.
Zu den Autoren der Zeitschrift zählten neben Ernst Blass, der für praktisch jedes Heft mehrere Beiträge lieferte, Walter Benjamin, Franz Blei, Ernst Bloch, Friedrich Burschell, Franz Jung, Arthur Kronfeld, Gustav Radbruch, Robert Musil, Carl Sternheim und Franz Werfel.
Peter Härtling urteilte: „Die Argonauten kann man, ohne Bedenken, zu den wenigen Periodika zählen, die den Expressionismus bestimmten.“
Die Hefte der Zeitschrift liegen in digitalisierter Form in der Datenbank Der literarische Expressionismus Online vor.

## Inhaltsangaben
H. 1, Januar 1914
- Acht Gedichte – Ernst Blass
- Es war, dass alle … – Ernst Blass
- Christus – Ernst Blass
- Du Angehörige hassender Partei … – Ernst Blass
- Die Nacht wird kommen … – Ernst Blass
- Franz Werfels: „Wir sind“ – Ernst Blass
- Taggesang III – Ernst Blass
- H. und G. – Ernst Blass
- Taggesang II – Ernst Blass
- Taggesang I – Ernst Blass
- Von der Askese, dem Künstler und der neuen Menschlichkeit – Friedrich Burschell
- Wert, Wille und Wissen – Arthur Kronfeld
- Römischer Sommer. (Aus einem Tagebuch) – Robert Musil
- Bergsons „Einführung in die Metaphysik“ – Leonard Nelson

H. 2, Februar 1914
- Abend, vom Tag die … – Ernst Blass
- „Then you'll remember me …“. Arthur Kronfeld in Freundschaft – Ernst Blass
- Die Versuchungen des Dichters – Ernst Blass
- Seit ich zuviel … – Ernst Blass
- Süddeutsche Nacht – Ernst Blass
- Ich habe so lange … – Ernst Blass
- Vier Gedichte – Ernst Blass
- Vier Gedichte – Ernst Blass
- Was da waltet … – Ernst Blass
- Vorfrühling – Ernst Blass
- Wanderung – Ernst Blass
- Die Melodie im Kino oder immenante und transzendente Musik – Ernst Bloch
- Ueber die Freundschaft. (Ein Brief und eine Aufzeichnung aus dem Tagebuch) – Friedrich Burschell
- Die sogenannte neukantische Schule in der gegenwärtigen Philosophie – Leonard Nelson

H. 3, März 1914
- Acht Gedichte – Ernst Blass
- Es tat sich leise … – Ernst Blass
- Es kam die Stadt – Ernst Blass
- Die Landschaft blitzte freudig … – Ernst Blass
- Der Fluss kommt … – Ernst Blass
- Noch hängen grosse Wolken … – Ernst Blass
- Nicht Blitze waren – Ernst Blass
- Schon hatte Braus … – Ernst Blass
- Und Einige verachten das … – Ernst Blass
- Das Konzert. (Eine Groteske) – Max Brod
- Das Lob der Schmerzlichkeit – Friedrich Burschell
- Die psychologische Aufgabe – Arthur Kronfeld
- Aus den ‚Lettres de Jeunesse‘. [Deutsch] – Charles-Louis Philippe

H. 4, April 1914
- Aus dem Agamemnon. Eingang und erster Chor. Übersetzung von Carlo Philips – Aischylos
- Aus früheren Schriften – Ernst Blass
- Der Schluss – Ernst Blass
- Georg Heyms Novellen – Ernst Blass
- Aus einem Roman: „Sophie“ – Franz Jung
- Einmal, mein Freund … – Ite Liebenthal
- Du schüttest alles … – Ite Liebenthal
- Deinem Fenster ist … – Ite Liebenthal
- Gedichte – Ite Liebenthal
- Von mir erlittest du … – Ite Liebenthal
- Aus den ‚Lettres de Jeunesse‘. [Deutsch] – Charles-Louis Philippe

H. 5, Mai 1914
- Der wilde Honig – Ernst Blass
- Der dich mit Strahl – Ernst Blass
- Einer Dame – Ernst Blass
- Stefan Georges: „Stern des Bundes“ – Ernst Blass
- Zwei Gedichte – Ernst Blass
- Aus den ‚Lettres de Jeunesse‘. [Deutsch] – Charles-Louis Philippe
- Aus Gesprächen – Ammonius Sakkas
- Gedanken über das Wesen des Dramas – Carl Sternheim
- Held und Heiliger: Prophezeiung an Alexander – Franz Werfel

H. 6, Juli 1914
- Ich sah, wie mit himmlischen Neigen … – Ernst Blass
- Nach dem Adieu – Ernst Blass
- Nun wandeln zwischen uns – Ernst Blass
- Fünf Gedichte – Ernst Blass
- Wenn Tags auch über uns – Ernst Blass
- Was waren deine Wangen … – Ernst Blass
- Die Verteidigung des Unsinns – Gilbert Keith Chesterton
- Verteidigung des Schundromans – Gilbert Keith Chesterton
- Zwei Artikel – Gilbert Keith Chesterton
- Aus den „Briefen“ – Ferdinando Galiani
- Die Herrin – Bernhard Köhler
- Ressentimenttypen – Max Scheler

H. 7, Herbst 1915
- Auf Gipfeln und auf Graten … – Ernst Blass
- Es wurde um uns stummer … – Ernst Blass
- Chor auf einen Gefallenen – Ernst Blass
- Elegie – Ernst Blass
- Chore – Ernst Blass
- Dezember – Ernst Blass
- Gedichte – Ernst Blass
- Im Himmel und auf Erden … – Ernst Blass
- Wir sind im nächtgen Walde … – Ernst Blass
- Wir lagen lang … – Ernst Blass
- Negerplastik – Ernst Bloch
- Die Geliebte des Königs – Paul Ernst
- Aus den „Briefen“ – Ferdinando Galiani

H. 8, Herbst 1915
- Der Krieg und die deutsche Selbsteinkehr – Rudolf Borchardt

H. 9, Dezember 1916
- Aber in Wildnis verstrickt … – Ernst Blass
- Elegieen – Ernst Blass
- Gedichte – Ernst Blass
- Nun herrschen über ihn … – Ernst Blass
- Nun auf dämmriger Höh … – Ernst Blass
- Höhnen auch Narren … – Ernst Blass
- Todes einziges Wesen … – Ernst Blass
- Wag ich es, Freundin … – Ernst Blass
- Was dir genommen … – Ernst Blass
- An die Liebenden – Franz Blei
- Ueber Don Quixote und das abstrakte Apriori – Ernst Bloch
- Einfache Worte gib mir … – Ite Liebenthal
- Gedichte – Ite Liebenthal
- Ich warte auf deinen Ruf … – Ite Liebenthal
- Mehr als mich … – Ite Liebenthal
- Nun heult der Wind … – Ite Liebenthal
- Juristen - böse Christen – Gustav Radbruch
- Lob der Gescheitheit – Gustav Radbruch
- Traum – Gustav Radbruch

H. 10/12, Dezember 1921
- Übersetzung – Erich Auerbach
- ‚Der Idiot‘ von Dostojewski – Walter Benjamin
- Schicksal und Charakter – Walter Benjamin
- Alte Fahrt – Ernst Blass
- Brief Jakobs an Heinrich. Aus einem Roman – Ernst Blass
- Zwiegesang – Ernst Blass
- Ueber motorisch-mystische Intention in der Erkenntnis – Ernst Bloch
- Die Verleugnung des Petrus – Friedrich Burschell
- Tanto gentile e tanto onesta pare. Übersetzung von Erich Auerbach – Dante Alighieri
- Briefe – F. M. Dostojewski
- Drei Briefe an Iwan Sergejewitsch Aksakow – F. M. Dostojewski
- An eine Hörerin der höheren Frauenkurse – F. M. Dostojewski
- Aus ‚Richtet selbst. Zur Selbstprüfung der Gegenwart anbefohlen‘ – Sören Kierkegaard
- Klassizität als Forderung. (Geschr. 1919) – Arthur Kronfeld
- Alma felice che sovente torni. Übersetzung von Erich Auerbach – Francesco Petrarca
- La bella donna che contanto amavi. Übersetzung von Erich Auerbach – Francesco Petrarca
- Io canterei d'amor si novamente. Übersetzung von Erich Auerbach – Francesco Petrarca